# 28653 Charliebrucker
28653 Charliebrucker è un asteroide della fascia principale. Scoperto nel 2000, presenta un'orbita caratterizzata da un semiasse maggiore pari a 2,6486924 UA e da un'eccentricità di 0,0333752, inclinata di 3,09033° rispetto all'eclittica.